# Рио Бурачи (Ређо Емилија)
Рио Бурачи је насеље у Италији у округу Ређо Емилија, региону Емилија-Ромања.
Према процени из 2011. у насељу је живело 53 становника. Насеље се налази на надморској висини од 276 м.